# Szavasiro Mijuki
Szavasiro Mijuki (沢城 みゆき; Hepburn: Sawashiro Miyuki; Tokió, 1985. június 2. –) japán szeijú és énekesnő.

## Életrajza
Ő adta az angol hangját Puchikonak Di Gi Charat anime filmjében. Szavasiro Mijuki azon kevesek egyike, akik anime karakterüknek egyben japán és angol szinkronhangja is.

## Fordítás
- Ez a szócikk részben vagy egészben  a   Miyuki Sawashiro című angol Wikipédia-szócikk fordításán alapul.  Az eredeti cikk szerkesztőit annak laptörténete sorolja fel. Ez a jelzés csupán a megfogalmazás eredetét és a szerzői jogokat jelzi, nem szolgál a cikkben szereplő információk forrásmegjelöléseként.